# Archimbaldo VII de Borbón
Archimbaldo VII de Borbón (1100-1171) fue un aristócrata francés, señor de Bourbon.[cita requerida]

## Biografía
Era hijo de Aymon II, señor de Borbón, llamado Vaire-Vaca y de Adelinde de Nevers.
Nació en 1100. Sucedió sin dificultades a su padre en 1120 y se casó con Agnès de Maurienne (de Saboya), hija del conde Humbert II de Maurienne (de Saboya), cuñada del rey Luis VI de Francia. Las relaciones entre los señores de Borbón y el rey resultan entonces excelentes y Archimbaldo VII acompaña a Luis VII durante la Segunda Cruzada. El buen entendimiento se acentúa aún más cuando Aquitania pasa a ser feudo del rey de Inglaterra después de su unión con Leonor de Aquitania.
Archimbaldo VII consigue que el priorato de Souvigny le preste fondos e intenta en vano tomar el control de los de Santo-Pourçain-sur-Sioule y de Nades, en la frontera entre Auvernia y del Berry. Controla sin embargo a partir de 1169 el castillo de Montaigut-en-Combraille lo que le permite rodear Montluçon. El año de su muerte, ocupa igualmente Bellenaves y Charroux y tiene que reconocerse vasallo de Enrique I de Champaña por sus propiedades en Hérisson, de Ainay-le-Château, de Huriel, de Épineuil y de Saint-Désiré. Fallece en 1171, dos años después de su hijo y heredero.[cita requerida] Le sucede su nieto Archimbaldo VIII de Borbón.

## Posteridad
Archimbaldo VII y su esposa tuvieron dos hijos:
- Agnès de Borbón (1120-?), esposa de Eblé IV, señor de Charenton-du-Cher hacia 1136;
- Archimbaldo (1140-1169).